# Torre de Grunewald

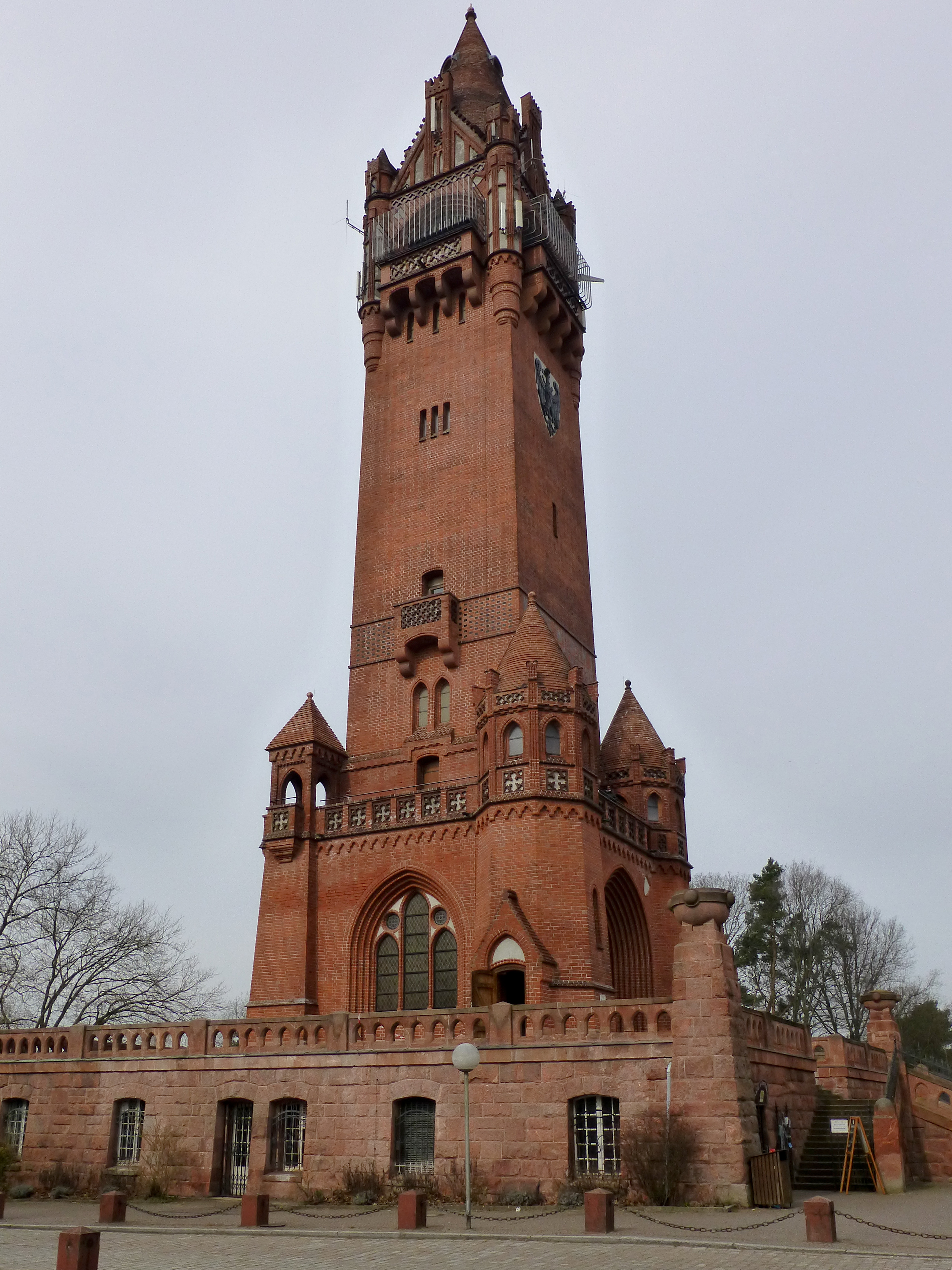
Torre de Grunewald

La Torre de Grunewald (alemán: Grunewaldturm) es una estructura ubicada en el bosque de Grunewald, en la parte suroeste de Berlín, capital de Alemania. Fue construida entre los años 1897 y 1899 según los planos diseñados por el arquitecto Franz Heinrich Schwechten.

## Historia
La torre fue construida por decisión del consejo distrital de Teltow como un monumento conmemorativo del centenario del nacimiento del emperador Guillermo I de Alemania en 1897. El 9 de junio de 1889, el monumento fue abierto al público como "Kaiser-Wilhelm-Turm" (en español: Torre del Emperador Guillermo), aunque la inscripción en la fachada oriental dice "Koenig Wilhelm I zum Gedaechtniss" (en memoria al Rey Guillermo I), debido a que también fue rey de Prusia. Luego de la Segunda Guerra Mundial, fue renombrada con su nombre actual de Torre de Grunewald en 1948. La torre, de estilo gótico báltico en ladrillo, se encuentra emplazada sobre la colina Karlsberg (79 metros de alto), a escasos metros del río Havel. Cuenta con 55 m de alto. En la base, la edificación cuenta con una sala abovedada con una estatua de mármol de Guillermo I, obra realizada por el escultor Ludwig Manzel, y cuatro relieves de hierro que representan a Albrecht von Roon, Helmuth von Moltke, Otto von Bismarck y el príncipe Federico Carlos de Prusia. 204 pasos conducen a la plataforma superior que ofrece una vista panorámica de la región de Havelland y el bosque de Grunewald. En la parte trasera, el edificio tiene un restaurante y una cervecería al aire libre.